# Comissão de Ética Pública
A Comissão de Ética Pública é um órgão consultivo do Governo Brasileiro, estabelecido por decreto de 26 de maio de 1999. Quando foi criado o Sistema de Gestão da Ética do Poder Executivo Federal, a Comissão passou a integrá-lo.
A Comissão de Ética Pública deve ser integrada por sete brasileiros que preencham os requisitos de idoneidade moral, reputação ilibada e notória experiência em administração pública, designados pelo Presidente da República para mandatos de três anos, não coincidentes, permitida uma única recondução. O colegiado é presidido por um dos seus membros, escolhido pelos demais, para um mandato de um ano, com possibilidade de recondução. A atuação no âmbito da CEP não enseja qualquer remuneração para os conselheiros e os trabalhos nela desenvolvidos são considerados prestação de relevante serviço público.  
A Comissão de Ética Pública é órgão de assessoramento direto do Presidente da República, responsável pela aplicação da Lei nº 12.813/13 (Lei de Conflito de Interesses) para altas autoridades do Governo Federal (Ministros, Presidentes de empresas estatais etc) e também do Código de Conduta da Alta Administração, além de ser o órgão responsável por coordenar as mais de 250 comissões de ética em todos os órgãos e entidades do Governo Federal.   
A Comissão de Ética Pública é assistida técnica e administrativamente pela Secretaria Executiva da Comissão de Ética Pública, criada no âmbito da Casa Civil, mas vinculada, atualmente, à Secretaria-Geral da Presidência da República.

## Integrantes[4]
Seus membros atuais são:

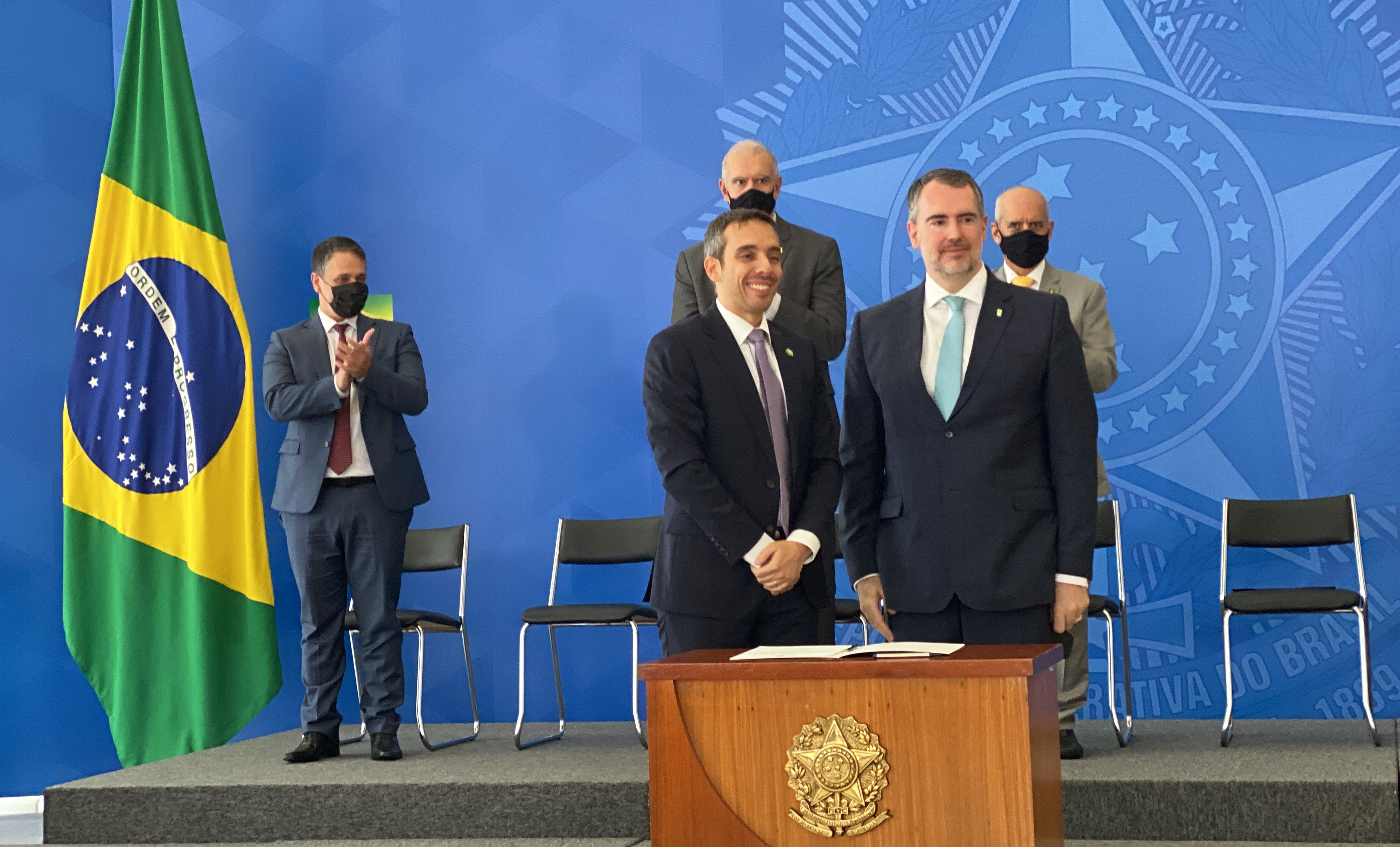
Posse de Antonio Nóbrega como Presidente da CEP

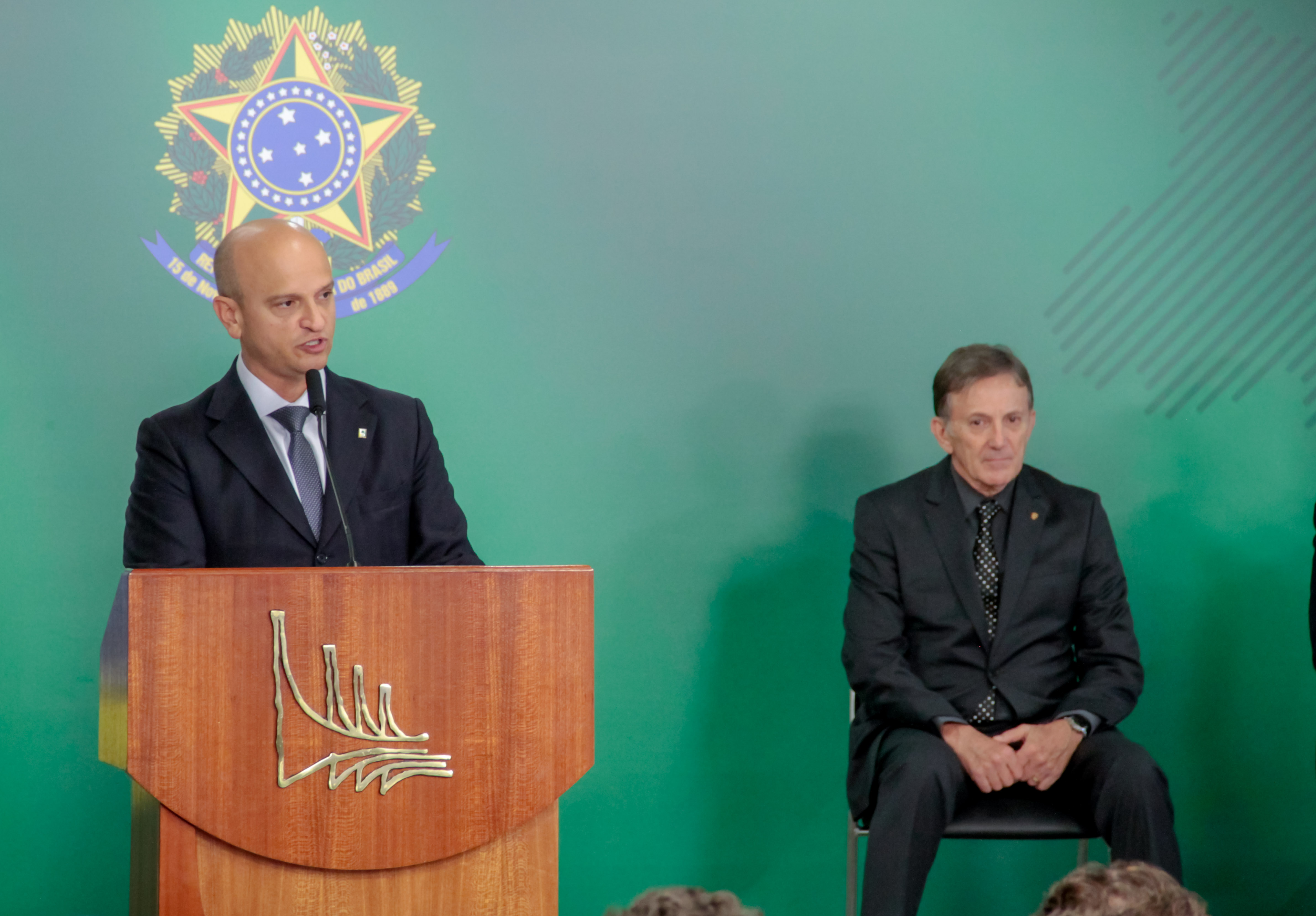
Paulo Lucon, discursando durante a cerimônia em que recebeu o cargo. Foto: Cleverson Oliveira SG/PR

- Antonio Carlos Vasconcellos Nóbrega (atual Presidente da CEP) Nomeação: publicação no DOU de 10.08.2020  Início do Mandato (Posse):10.08.2020  Fim do Mandato: 09.08.2023  Início do Mandato (Posse) como Presidente da CEP: 28.09.2021
- Francisco Bruno Neto Nomeação: publicação no DOU de 10.08.2020  Início do Mandato (Posse): 11.08.2020  Fim do Mandato: 10.08.2023
- Roberta Muniz Codignoto Nomeação: publicação no DOU de 24.09.2020  Início do Mandato (Posse):29.09.2020  Fim do Mandato: 28.09.2023
- Edson Leonardo Dalescio Sá Teles Nomeação: publicação no DOU de 13.05.2021  Início do Mandato (Posse):17.05.2021  Fim do Mandato: 16.05.2024
- Edvaldo Nilo de Almeida Nomeação: publicação no DOU de 11.03.2022  Início do Mandato (Posse): 15.03.2022  Fim do Mandato: 14.03.2025
- Fábio Prieto de Souza Nomeação: publicação no DOU de 11.03.2022  Início do Mandato (Posse): 24.05.2022  Fim do Mandato: 23.05.2025

## Membros anteriores[5]
Milton Ribeiro
Nomeação:  publicação no DOU de 13.05.2019 - Posse: 21.05.2019-  Fim do Mandato: apresentada Carta de renúncia em 15.07.2020

Gustavo do Vale Rocha
Nomeação: publicação no DOU de 23.11.2018 - Início do Mandato (Posse): 19.12.2018 - Fim do Mandato: 18.12.2021

Ruy Martins Altenfelder da Silva
Nomeação: publicação no DOU de  28.09.2018 - Início do Mandato (Posse): 30.10.2018 - Fim do Mandato: 29.10.2021
Erick Biill Vidigal
Nomeação: publicado no DOU de 18.05.2018 - Posse: 22.05.2018 - Fim do Mandato: apresentada Carta de renúncia em 22.05.2020

Paulo Henrique dos Santos Lucon
Nomeação: publicada no DOU de 20.03.2018  Posse: 25.04.2018  Fim do Mandato: 24.04.2021 - Posse na Presidência da CEP: 12.03.2019 - Fim do Mandato como Presidente da CEP: 30.06.2020
André Ramos Tavares
Nomeação: publicação no DOU de  28.09.2018 - Início do Mandato (Posse): 8.10.2018 - Fim do Mandato: 7.10.2021- Início do Mandato (Posse) como Presidente da CEP: 30.06.2020 - Fim do Mandato como Presidente da CEP: 28.09.2021

José Leite Saraiva Filho
Nomeação: publicada no DOU de 05.09.2016 -  Posse: 06.09.2016 - Fim do Mandato: 05.09.2019 

Luiz Augusto Fraga Navarro de Brito Filho
Nomeação: publicada no DOU de 11.05.2016 - Posse no 1º mandato: 12.05.2016 - Fim do Mandato: 12.05.2019 - Posse na Presidência da CEP: 12.03.2018 - Fim do mandato de Presidente: 12.03.2019
Suzana de Camargo Gomes
Nomeação: publicada no DOU de 06/11/2012 - Posse no 1º mandato: 12/11/2012 - Recondução: publicada no DOU de 06/11/2015 - Posse no 2º mandato: 23/11/2015 - Fim do Mandato: 22/11/2018

Mauro de Azevedo Menezes
Nomeação: publicada no DOU de 03/09/2012 - Posse no 1º mandato: 24/09/2012 - Recondução: publicada no DOU de 03/09/2015 - Posse no 2º mandato: 28/09/2015 - Fim do Mandato: 27/09/2018 - Posse na Presidência da CEP: 15/03/2016 - Recondução na Presidência: 15/03/2017 - Fim do mandato de Presidente: 12/03/2018

Marcello Alencar de Araújo
Nomeação: publicada no DOU de 03/09/2012 - Posse no 1º mandato: 24/09/2012 - Recondução: publicada no DOU de 03/09/2015 - Posse no 2º mandato: 28/09/2015 - Fim do Mandato: 27/09/2018

Marcelo de Oliveira Fausto Figueiredo Santos
Nomeação: publicada no DOU de 07/05/2015 - Posse: 18/05/2015 - Fim do Mandato: 17/05/2018

Américo Lourenço Masset Lacombe
Nomeação: publicada no DOU de 08/03/2012 - Posse no 1º mandato: 12/03/2012 - Recondução: publicada no DOU de 11/03/2015 - Posse no segundo mandato: 19/03/2015 - Fim do Mandato: 18/03/2018

Horácio Raymundo de Senna Pires
Nomeação: 9/08/2013 - Fim do Mandato: 26/08/2016  -  O efetivo exercício ocorreu em momento posterior, quando da realização da reunião em 26/08/2013

Antônio Modesto da Silveira
Nomeação: 03/09/2012 - Fim do Mandato: 24/09/2015 -  O efetivo exercício ocorreu em momento posterior, quando da realização da reunião em 24/09/2012. 

José Paulo Sepúlveda Pertence
Nomeação: 03/12/2007 - Recondução: 03/12/2010 - Fim do Mandato: por renúncia em 24/09/2012

Marília Muricy Machado Pinto
Nomeação: 14/07/2009 - Fim do Mandato: 24/08/2012 -  O efetivo exercício ocorreu em momento posterior, quando da realização da reunião em 24/08/2009) 

Fabio de Sousa Coutinho
Nomeação: 14/07/2009 - Fim do Mandato: 27/07/2012 -  O efetivo exercício ocorreu em momento posterior, quando da realização da reunião em 27/07/2009

José Ernanne Pinheiro
Nomeação: 06/07/2006 - Recondução: 09/06/2009 - Fim do Mandato: 09/06/2012

Roberto de Figueiredo Caldas
Nomeação: 20/06/2006 - Recondução: 09/06/2009 - Fim do Mandato: 09/06/2012 

Humberto Gomes de Barros
Nomeação: 14/07/2009 - Falecimento em 08/06/2012- Fim do Mandato (previsto): 14/07/2012

Hermann Assis Baeta
Nomeação: 17/07/2006 - Recondução: 28/05/08 - Fim do mandato: 28/05/2011 - Em complementação ao Mandato de João Camilo Pena 
Marcílio Marques Moreira
Nomeação: 19/05/2005 - Fim de Mandato: 26/05/2008 

Fernando Neves da Silva
Nomeação: 30/06/2004 - Fim de Mandato: 26/05/2007

Carmem Lúcia Antunes Rocha
Nomeação: 30/06/2004 - Fim de mandato: 16/06/2006 - Dispensada, a pedido, em 16/06/2006 (DOU de 19/06/2006)

Maria Victoria de Mesquita Benevides Soares
Nomeação: 27/05/2003 - Fim de mandato: 27/05/2006 - Designada em 26/05/2003 (DOU 27.05.2003), contado a partir de 27/05/2003 para vaga decorrente do fim do mandato de Adhemar Paladini Ghisi (designado em 02/07/2001) para complementar o mandato de Roberto Teixeira da Costa (designado em 30/08/2000).

Antoninho Marmo Trevisan
Nomeação: 27/05/2003 - Fim de mandato: 27/05/2006

João Camilo Pena
Nomeação: 27/05/2002 - Fim de Mandato: 27/05/2005

Adhemar Paladini Ghisi
Nomeação: 02/07/2001 - Fim de Mandato: 02/07/2003 - Designado para complemento do mandato de Roberto Teixeira da Costa (DOU de 03/07/2001).

Celina Vargas do Amaral Peixoto
Recondução: 01/06/2001 - Fim de mandato: 01/06/2004 - Designada em 26/05/1999 (DOU 27/05/1999) para mandato de 02 anos. Reconduzida em 01/06/2001 (DOU 04/06/2001) para mandato de 03 anos.

João Geraldo Piquet Carneiro
Recondução: 01/06/2001 - Fim de mandato: 01/06/2004  - Designado em 26/05/1999 para mandato de 02 anos. Reconduzido em 01/06/2001 para mandato de 03 anos.

Roberto Teixeira da Costa
Recondução: 30/08/2000 - Fim de Mandato: 30/08/2001 -  A pedido, foi dispensado da função de 02/07/2001

Lourdes Sola
Nomeação: 26/05/1999 - Mandato de 1 ano - Recondução: 30/08/2000 - Fim de Mandato: 30/08/2003

João Geraldo Piquet Carneiro
Nomeação :26/05/1999 - Fim de mandato: 26/05/2001 - Reconduzido em 01/06/2001 para mandato de 03 anos

## Histórico
A Comissão de Ética Pública da Presidência da República - CEP é um órgão colegiado vinculado ao Presidente da República, composto por sete conselheiros e criado em 1999, fruto das experiências internacionais refletidas nas Convenções multilaterais contra a corrupção da Organização dos Estados Americanos - OEA (1996) e da Organização para a Cooperação e o Desenvolvimento Econômico - OCDE (1997), além do contexto interno do Estado brasileiro à época. 
Nesse sentido, a criação da CEP, por meio da edição do Decreto de 26 de maio de 1999, foi uma resposta do governo brasileiro ao movimento internacional que exigia a adoção de padrões éticos para assegurar a confiança da sociedade nas instituições e conceder segurança aos agentes públicos no exercício de suas funções. 
Ao longo de sua existência, a Comissão de Ética Pública tem trabalhado em atividades voltadas ao fomento da ética no serviço público. Compete-lhe, entre outras atribuições, atuar como instância consultiva do Presidente da República e Ministros de Estado em matéria de ética pública; administrar a aplicação do Código de Conduta da Alta Administração Federal;  dirimir dúvidas a respeito de interpretação sobre as normas do Código de Ética Profissional do Servidor Público Civil do Poder Executivo Federal; receber e analisar consultas relacionadas a Conflito de Interesses (Lei 12.813 de 2013) e  coordenar, avaliar e supervisionar o Sistema de Gestão da Ética Pública do Poder Executivo Federal (Decreto nº 6.029/2007). 
Inicialmente, em meados de 2000, a atuação da Comissão de Ética Pública restringia-se à instância de consulta do Presidente da República em relação a questões de natureza ética. Posteriormente, com a aprovação do Código de Conduta da Alta Administração Federal, a Comissão tornou-se responsável, também, pela implementação e pelo monitoramento do Código junto às autoridades do Poder Executivo federal.  
Assim, devido à expansão da atuação da CEP, houve necessidade de se prover o apoio técnico e administrativo aos seus trabalhos. Foi publicado, então, o Decreto de 30 de agosto de 2000, que criou a Secretaria Executiva da Comissão de Ética Pública – SECEP, unidade responsável pela realização das atividades que auxiliam no cumprimento das competências institucionais da Comissão de Ética Pública.

## Autoridades abrangidas
A Lei 12.813, de 16 de maio de 2013 (Lei de Conflito de Interesses) ampliou o rol de autoridades abrangidas pela CEP, além de determinar que esses agentes públicos enviem a Declaração Confidencial de Informações – DCI à Comissão de Ética Pública:
I – Ministros de Estado; 
II – titulares de cargos de Natureza Especial ou Equivalentes; 
III – Presidente, Vice-Presidente e diretor, ou equivalentes, de autarquias, fundações públicas, empresas públicas ou sociedades de economia mista; e 
IV - titulares de cargos do Grupo-Direção e Assessoramento Superiores - DAS, níveis 6 e 5 ou equivalentes.
A Alta administração tem o dever de entregar a Declaração Confidencial de Informações; publicar Agenda de Compromissos; ter conhecimento do Código de Conduta da Alta Administração Federal e sobre a Lei nº 12.813, de 2013; e, ao deixar o cargo para exercer atividade privada, consultar a CEP se há necessidade de imposição de quarentena.

## Controvérsia
O conselheiro Roberto de Figueiredo Caldas deixou a Comissão para ocupar um cargo na Organização dos Estados Americanos. Os conselheiros Marília Muricy Machado Pinto e Fábio de Souza Coutinho, membros desde julho de 2009, não foram reconduzidos após terminar seu mandato de três anos. Essa decisão da Presidente da República contraria a praxe nesses casos e, por isso, o presidente Sepúlveda Pertence renunciou, após empossar os três novas conselheiros indicados pelo Planalto (Marcelo Alencar de Araújo, Antonio Modesto da Silveira e Mauro de Azevedo Menezes). A não recondução dos conselheiros, que haviam sido indicados por Sepúlveda Pertence, se deu porque a presidente Dilma Roussef não teria gostado das decisões tomadas pelo grupo, que abriu diversos processos contra ministros.